# Nigel de Longchamps
Néel de Longchamps, dit aussi (en anglais) Nigel Wireker (vers 1135 – 1198?), est un auteur satirique et poète anglo-normand de la fin du XIIe siècle, qui composait ses œuvres en latin. Il a été moine de Christ Church, de 1186 à 1193, et peut-être même avant (il affirme avoir rencontré Thomas Becket, qui a été assassiné en 1170).

## Œuvres

### Le «Speculum stultorum»
Nigel est l’auteur du Speculum stultorum (« Miroir des imbéciles »), une satire en vers élégiaques latins sur le clergé et la société en général. Le héros en est Burnellus, ou Brunellus, un âne, qui cherche un moyen d'allonger sa queue. Brunellus part d'abord à Salerne où il fait provision de remèdes pour parvenir à ses fins. Mais, attaqué par un moine cistercien armé de chiens, il perd ses potions. Il décide alors d'aller à Paris pour étudier, mais il n'y fait aucun progrès, ne parvenant pas à retenir le nom de cette ville même après huit ans d'étude. Il décide enfin de rejoindre un ordre religieux, mais finalement crée lui-même une nouvelle congrégation en adoptant les règles les plus agréables des ordres monastiques existants. Enfin, son maître finit par le capturer.
Ce poème conserva une immense popularité pendant des siècles. Dans Le Conte de l'Aumônier des nonnes, Chaucer le cite sous le titre « Daun Burnel the Asse » (vers 15328).

### Autres œuvres
On lui attribue d'autres courts poèmes en latin trouvés dans un manuscrit du XIIIe siècle, avec un traité en prose, Contra Curiales et Officinales Clericos. Ce traité est une remontrance amicale au chancelier Guillaume de Longchamps, en tant qu’évêque d’Ely. Wireker exhorte son oncle à mener de pair les affaires de l'Église et celles de l'État.